# أوبوخيف
أوبوخيف هي مدينة من مدن أوكرانيا. يبلغ عدد سكانها 33102 نسمة وذلك حسب إحصائيات سنة 2013. يبلغ ارتفاع المدينة عن سطح البحر قرابة 177 متر. تبلغ مساحتها 24.2 كم².

## المناخ
يظهر الجدول التالي التغييرات المناخية على مدار السنة لأوبوخيف:
| البيانات المناخية لـأوبوخيف       | البيانات المناخية لـأوبوخيف | البيانات المناخية لـأوبوخيف | البيانات المناخية لـأوبوخيف | البيانات المناخية لـأوبوخيف | البيانات المناخية لـأوبوخيف | البيانات المناخية لـأوبوخيف | البيانات المناخية لـأوبوخيف | البيانات المناخية لـأوبوخيف | البيانات المناخية لـأوبوخيف | البيانات المناخية لـأوبوخيف | البيانات المناخية لـأوبوخيف | البيانات المناخية لـأوبوخيف | البيانات المناخية لـأوبوخيف |
| الشهر                             | يناير                       | فبراير                      | مارس                        | أبريل                       | مايو                        | يونيو                       | يوليو                       | أغسطس                       | سبتمبر                      | أكتوبر                      | نوفمبر                      | ديسمبر                      | المعدل السنوي               |
| --------------------------------- | --------------------------- | --------------------------- | --------------------------- | --------------------------- | --------------------------- | --------------------------- | --------------------------- | --------------------------- | --------------------------- | --------------------------- | --------------------------- | --------------------------- | --------------------------- |
| الدرجة القصوى °م (°ف)             | 11.0 (51.8)                 | 15.0 (59.0)                 | 10.0 (50.0)                 | 26.0 (78.8)                 | 35.0 (95.0)                 | 34.0 (93.2)                 | 36.8 (98.2)                 | 37.0 (98.6)                 | 33.0 (91.4)                 | 27.0 (80.6)                 | 19.0 (66.2)                 | 15.0 (59.0)                 | 37 (99)                     |
| متوسط درجة الحرارة الكبرى °م (°ف) | −2.6 (27.3)                 | −1.3 (29.7)                 | 3.9 (39.0)                  | 13.4 (56.1)                 | 20.3 (68.5)                 | 23.5 (74.3)                 | 24.8 (76.6)                 | 24.0 (75.2)                 | 18.9 (66.0)                 | 12.0 (53.6)                 | 4.5 (40.1)                  | 0.0 (32.0)                  | 24.8 (76.6)                 |
| المتوسط اليومي °م (°ف)            | −5.4 (22.3)                 | −4.4 (24.1)                 | 0.4 (32.7)                  | 8.7 (47.7)                  | 15.1 (59.2)                 | 18.3 (64.9)                 | 19.6 (67.3)                 | 18.7 (65.7)                 | 13.9 (57.0)                 | 8.0 (46.4)                  | 1.9 (35.4)                  | −2.4 (27.7)                 | 7.7 (45.9)                  |
| متوسط درجة الحرارة الصغرى °م (°ف) | −8.2 (17.2)                 | −7.3 (18.9)                 | −3.0 (26.6)                 | 4.0 (39.2)                  | 9.9 (49.8)                  | 13.2 (55.8)                 | 14.5 (58.1)                 | 13.5 (56.3)                 | 9.0 (48.2)                  | 3.9 (39.0)                  | −0.7 (30.7)                 | −4.7 (23.5)                 | −8.2 (17.2)                 |
| أدنى درجة حرارة °م (°ف)           | −27.0 (−16.6)               | −30.0 (−22.0)               | −19.0 (−2.2)                | −7.0 (19.4)                 | −3.0 (26.6)                 | 2.0 (35.6)                  | 6.0 (42.8)                  | 4.0 (39.2)                  | −2.0 (28.4)                 | −10.0 (14.0)                | −25.0 (−13.0)               | −30.0 (−22.0)               | −30.0 (−22.0)               |
| معدل هطول الأمطار مم (إنش)        | 35 (1.4)                    | 32 (1.3)                    | 34 (1.3)                    | 47 (1.9)                    | 55 (2.2)                    | 97 (3.8)                    | 74 (2.9)                    | 57 (2.2)                    | 60 (2.4)                    | 37 (1.5)                    | 45 (1.8)                    | 39 (1.5)                    | 612 (24.1)                  |
| متوسط الأيام الممطرة              | 9                           | 8                           | 8                           | 10                          | 10                          | 13                          | 11                          | 9                           | 10                          | 8                           | 10                          | 10                          | 116                         |
| المصدر: Obukhiv Weather History   |                             |                             |                             |                             |                             |                             |                             |                             |                             |                             |                             |                             |                             |

## معرض صور

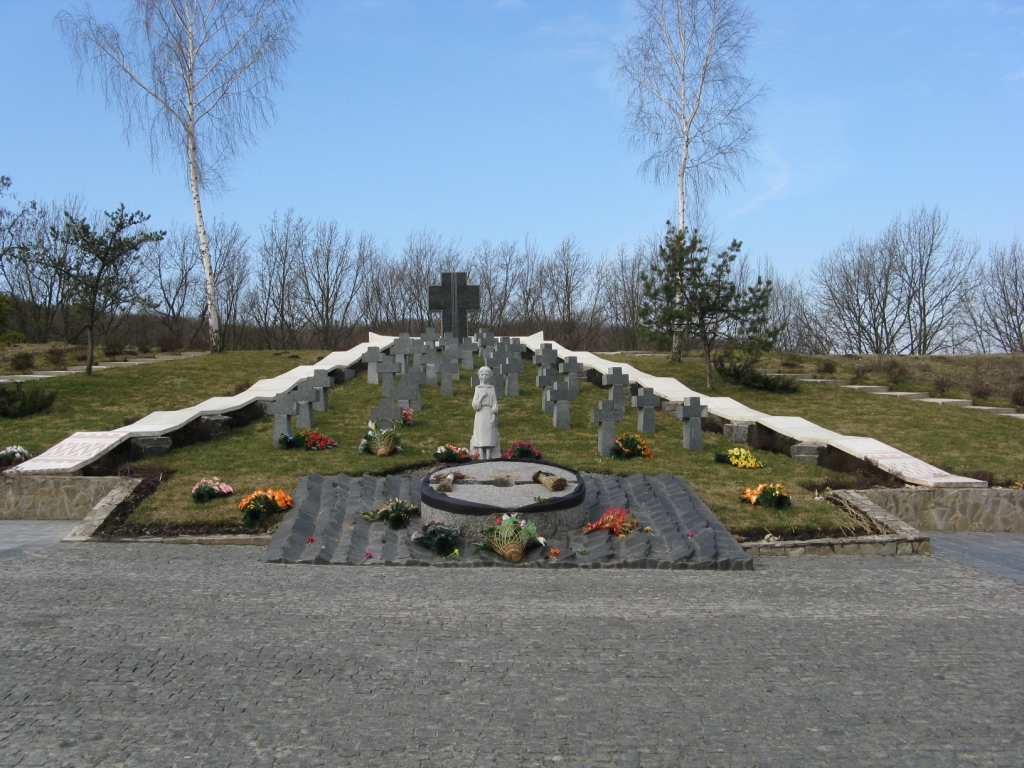
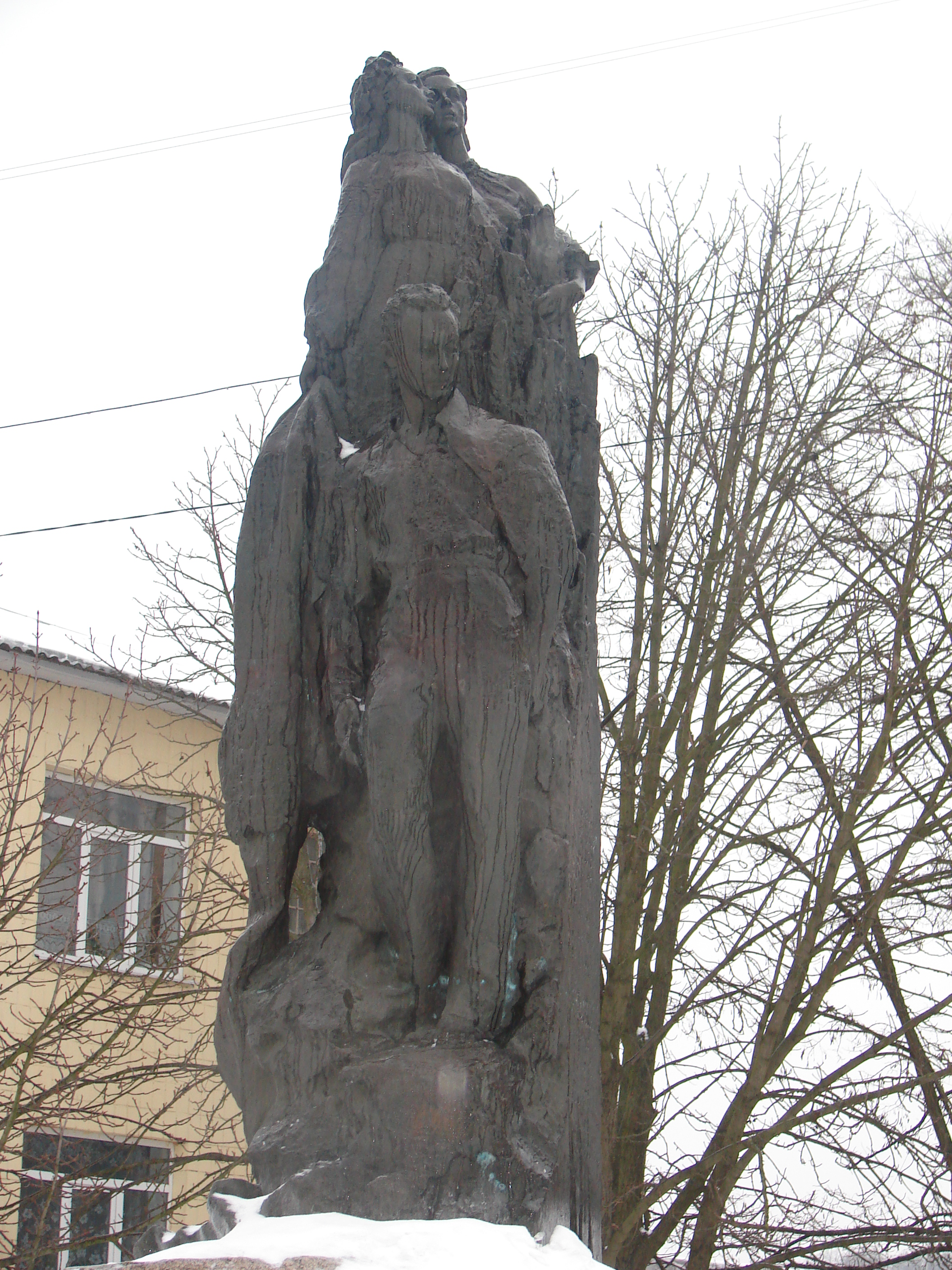
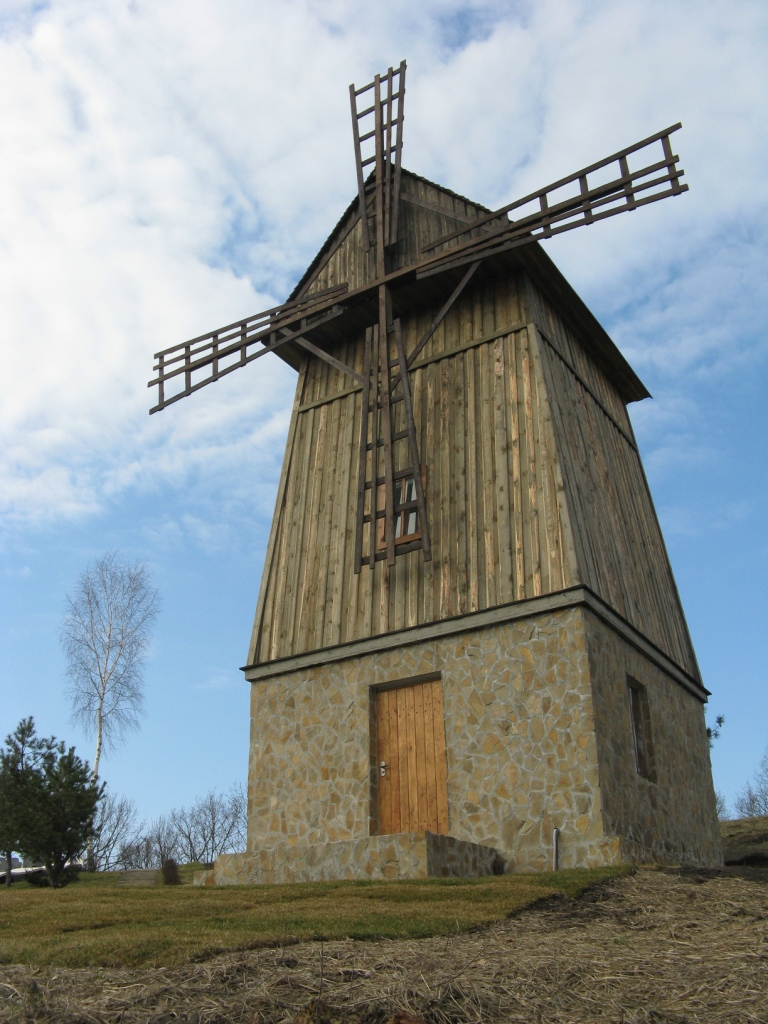

## توأمة
لأوبوخيف اتفاقيات توأمة مع كل من:
- رادبويل
- توسنو